# 近衛經熙
近衛經熙（1761年3月28日—1799年7月27日），是江戶時代中期的公卿；中御門天皇、櫻町天皇的關白，也是藤原北家攝關家的近衛家當主。

## 生涯
近衛經熙在寶曆十一年（1761年）出生，是父母近衛內前及吉田氏（吉田良倶養女）的兒子。明和五年（1768年）敘從五位下，歷任右近衛權少將與左近衛權中將，明和六年（1769年）敘從三位，位列公卿。
後來他也曾任職權中納言、權大納言、踏歌節會外弁與春宮大夫。
安永八年（1779年）任內大臣，後轉任右大臣，至寬政十一年（1799年）他逝世，享年38歲。
| 王位覬覦者      | 王位覬覦者                              | 王位覬覦者          |
| --------------- | --------------------------------------- | ------------------- |
| 前任： 近衛內前 | 近衛家當主 1785年4月28日－1799年7月27日 | 繼任： 近衛基前     |
| 官衔            |                                         |                     |
| 前任： 一條輝良 | 內大臣 1779年5月15日－1787年7月11日     | 繼任： 大炊御門家孝 |
| 前任： 一條輝良 | 右大臣 1787年7月11日－1791年12月23日    | 繼任： 二條治孝     |
| 军职            |                                         |                     |
| 前任： 一條輝良 | 左大將 1776年1月22日－1781年1月31日     | 繼任： 鷹司政熙     |